# Profession: Badminton - en film om Morten Frost
Profession: Badminton - en film om Morten Frost er en dansk portrætfilm fra 1983 instrueret af Peter Ringgaard og produceret af Columbus Film.